# 5 febbraio
Il 5 febbraio è il 36º giorno del calendario gregoriano. Mancano 329 giorni alla fine dell'anno (330 negli anni bisestili).

## Eventi
- 62 – Un terremoto danneggia le città romane di Pompei ed Ercolano e diversi monumenti di Neapolis fra cui il teatro;
- 251 – Sant'Agata muore martirizzata a Catania per non abiurare la sua fede;
- 1183  – Con la bolla Licet Dominus papa Lucio III eleva l'abbazia di Monreale al rango di arcidiocesi metropolitana;
- 1576 – Enrico di Navarra si converte al Cattolicesimo allo scopo di potersi assicurare i diritti al trono di Francia;
- 1597 – Un gruppo di cristiani giapponesi è condannato alla crocifissione dal nuovo governatore del Giappone per aver minacciato la società locale;
- 1631 – Il teologo protestante Roger Williams, fautore della separazione fra Stato e Chiesa, emigra a Boston;
- 1740 – Constatata l'unanimità in favore della Repubblica, papa Clemente XII restituisce ufficialmente l'indipendenza a San Marino (festa di Sant'Agata);
- 1778 – La Carolina del Sud è il secondo Stato a ratificare gli Articoli della Confederazione;
- 1782 – Gli spagnoli sconfiggono i britannici e catturano Minorca;
- 1783 – Un violento terremoto colpisce la Calabria e la Sicilia. Lo descrivono Carlo Botta e Lazzaro Spallanzani;
- 1846 – Il The Oregon Spectator diventa il primo quotidiano sulla costa pacifica degli Stati Uniti;
- 1848 – Karl Marx e Friedrich Engels vengono processati per attività sovversiva; verranno assolti;
- 1885
  - Le truppe italiane occupano Massaua, in Eritrea;
  - Re Leopoldo II del Belgio fonda lo Stato Libero del Congo come possedimento personale;
- 1887 – Al Teatro alla Scala di Milano prima dell'Otello di Giuseppe Verdi;
- 1917 – Il Messico adotta la sua costituzione;
- 1919 – Charlie Chaplin, Mary Pickford, Douglas Fairbanks e D.W. Griffith lanciano la United Artists;
- 1922 – Roy DeWitt Wallace e la moglie Lila Bell Wallace pubblicano il primo numero del periodico Reader's Digest;
- 1924
  - Il segnale orario dell'Osservatorio Reale di Greenwich viene trasmesso per la prima volta;
  - Termina la prima olimpiade invernale tenutasi a Chamonix;
- 1936 – Al Teatro Rivoli di New York prima mondiale del film Tempi moderni di Charlie Chaplin;
- 1937 – Il presidente statunitense Franklin D. Roosevelt propone un piano per allargare la Corte suprema degli Stati Uniti;
- 1939 – Guerra civile spagnola: Gerona cade nelle mani dei golpisti;
- 1945 – Seconda guerra mondiale: il generale statunitense Douglas MacArthur ritorna a Manila;
- 1949 – Negli USA il rapporto Hoffman avanza critiche durissime circa l'utilizzo dei fondi del Piano Marshall da parte dell'Italia. In effetti, parte cospicua delle risorse (circa 15 miliardi di lire in 7 anni) viene stanziata, col celebre "Piano Fanfani", per la costruzione di case popolari per i lavoratori. L'indirizzo sociale delle risorse non è gradito agli Stati Uniti, che preferirebbero una destinazione tesa all'aumento del potere d'acquisto della popolazione, per favorire l'acquisto dei prodotti industriali americani;
- 1950 – Viene ripresa e poi trasmessa, per la sola zona di Torino, Juventus – Milan 1 - 7. È la prima partita di un campionato di calcio di Serie A della storia della Tv;
- 1953 – Esce nelle sale cinematografiche statunitensi il film Le avventure di Peter Pan, 14º Classico Disney;
- 1956 – Terminano i VII Giochi olimpici invernali tenutisi a Cortina d'Ampezzo;
- 1958
  - Una bomba atomica viene persa dall'aviazione statunitense al largo della costa di Savannah (Georgia); non verrà mai recuperata;
  - Gamal Abd el-Nasser viene nominato primo presidente della Repubblica Araba Unita;
- 1961 – Il Sunday Telegraph pubblica il suo primo numero;
- 1962 – Il presidente francese Charles De Gaulle richiede che all'Algeria sia consentito di diventare una nazione indipendente;
- 1971 – Il lander della navetta Apollo 14 sbarca sulla Luna;
- 1985 – Il sindaco di Roma Ugo Vetere firma una pace simbolica con il sindaco della città di Cartagine Chedli Klibi, terminando così de iure la Terza Guerra Punica;
- 1988 – Il leader panamense Manuel Noriega viene indiziato per traffico di droga e riciclaggio di denaro sporco;
- 1991
  - Una corte del Michigan mette alla sbarra il dottor Jack Kevorkian per aver assistito dei suicidi;
- 1994
  - Byron De La Beckwith viene condannato per l'omicidio del 1963 del leader dei diritti civili Medgar Evers;
  - Si consuma la strage del mercato coperto di Mula Mustafe Bašeskije nella Sarajevo assediata ormai da due anni; muoiono 69 persone ed almeno 200 rimangono ferite;
- 1997
  - Le banche di investimento Morgan Stanley e Dean Witter annunciano una fusione da 10 miliardi di dollari;
  - Le cosiddette "Tre Grandi" banche della Svizzera annunciano la creazione di un fondo di 71 milioni di dollari per aiutare i sopravvissuti dell'Olocausto e le loro famiglie;
  - Il programmatore italiano Nicola Salmoria, mettendo insieme alcuni emulatori di coin-op da lui stesso scritti poco più di un mese prima, rilascia la prima versione (0.1) del MAME;
- 2000 – La Nazionale italiana di rugby a 15 esordisce nel Sei Nazioni;
- 2003 – Seconda guerra del golfo: Colin Powell tiene una relazione sull'Iraq al Consiglio di sicurezza delle Nazioni Unite;
- 2004 – Haiti: il Fronte di resistenza rivoluzionaria dell'Artibonite, contrario al presidente Jean Bertrand Aristide, conquista Les Gonaïves, quarta città del paese;
- 2018 – L'indice Dow Jones chiude in ribasso del 4,6%, segnando così la più grande perdita dalla Crisi finanziaria del 2007-2008.

## Nati
Ci sono circa 1 280 voci su persone nate il 5 febbraio; vedi la pagina Nati il 5 febbraio per un elenco descrittivo o la categoria Nati il 5 febbraio per un indice alfabetico.

## Morti
Ci sono circa 540 voci su persone morte il 5 febbraio; vedi la pagina Morti il 5 febbraio per un elenco descrittivo o la categoria Morti il 5 febbraio per un indice alfabetico.

## Feste e ricorrenze

### Civili
Nazionali:
- San Marino – fine dell'occupazione alberoniana (1740)
- Finlandia – viene festeggiato Johan Ludvig Runeberg (1804 – 1877)
- Italia – Giornata contro lo spreco alimentare
- World Nutella Day

### Religiose
Cristianesimo:
- Sant'Agata, vergine e martire, patrona di Catania, compatrona di San Marino (dal 1740)
- Sant'Adelaide di Vilich, badessa
- Sant'Albuino di Bressanone, vescovo
- Sant'Avito di Vienne, vescovo
- San Bertolfo (o Bernone), monaco di Renty (culto locale)
- San Domiziano di Carinzia, duca di Carinzia
- San Geniale, martire
- Sant'Ingenuino di Sabiona (Genuino), vescovo di Sabiona
- San Jesús Méndez Montoya, sacerdote e martire messicano
- San Luca di Demenna (o d'Armento), abate
- Santi Martiri del Ponto
- San Polieucte di Costantinopoli, patriarca di Costantinopoli (Chiesa ortodossa)
- San Saba il Giovane, monaco
- Beata Elisabetta Canori Mora, sposa e terziaria trinitaria
- Beata Eulalia Pino, vedova
- Beata Francesca Mezieres, vergine e martire

Religione romana antica e moderna:
- None
- Concordia sull'Arce (la cima settentrionale del Campidoglio)
- Ricorrenza della proclamazione di Augusto a Padre della Patria